# Titu-lemma
A Titu-lemma (avagy Titu Andreescu-féle egyenlőtlenség) a következő algebrai egyenlőtlenség:
{\displaystyle \sum _{i=1}^{n}{\frac {a_{i}^{2}}{x_{i}}}\geq {\frac {(a_{1}+a_{2}+...+a_{n})^{2}}{x_{1}+x_{2}+...+x_{n}}}},
ahol {\displaystyle n} pozitív egész, az {\displaystyle x_{i}} pozitív valós, míg az {\displaystyle a_{i}} tetszőleges valós szám, bármely {\displaystyle i\leq n} pozitív egész szám esetén.
Nevét az 1956-ban Temesváron született Titu Andreescu után kapta.

## Bizonyítása

### 1. bizonyítás
Végezzük el az {\displaystyle a_{i}=b_{i}c_{i}}, {\displaystyle {\sqrt {x_{i}}}=c_{i}} helyettesítést! Ekkor a következőt kapjuk:
{\displaystyle \sum _{i=1}^{n}{\frac {b_{i}^{2}c_{i}^{2}}{c_{i}^{2}}}\geq {\frac {(b_{1}c_{1}+b_{2}c_{2}+...+b_{n}c_{n})^{2}}{c_{1}^{2}+c_{2}^{2}+...+c_{n}^{2}}}}, átrendezve
{\displaystyle {\sqrt {b_{1}^{2}+b_{2}^{2}+...+b_{n}^{2}}}\cdot {\sqrt {c_{1}^{2}+c_{2}^{2}+...+c_{n}^{2}}}\geq b_{1}c_{1}+b_{2}c_{2}+...+b_{n}c_{n}},
ami pont a Cauchy–Bunyakovszkij–Schwarz-egyenlőtlenség. Ennek egyenlőség-esete:
{\displaystyle b_{i}/c_{i}={\frac {a_{i}/{\sqrt {x_{i}}}}{\sqrt {x_{i}}}}=a_{i}/x_{i}} minden i-re egyenlő.

### 2. bizonyítás
Teljes indukciót alkalmazunk, felhasználva az n=2 esetet, amit felszorzással és ekvivalens egyenlőtlenségekkel látunk be:
{\displaystyle {\frac {a^{2}}{x}}+{\frac {b^{2}}{y}}\geq {\frac {(a+b)^{2}}{x+y}}},
{\displaystyle a^{2}y(x+y)+b^{2}x(x+y)\geq (a^{2}+2ab+b^{2})xy},
{\displaystyle (ay)^{2}+(bx)^{2}-2abxy\geq 0},
{\displaystyle (ay-bx)^{2}\geq 0}.
Ez nyilván igaz, és egyenlőség-esete is leolvasható: {\displaystyle {\frac {a}{x}}={\frac {b}{y}}}.
Az indukciós feltevésünk az eredeti egyenlőtlenség valamely n-re, ehhez még hozzávesszük az (n+1)-edik tagot:
{\displaystyle \sum _{i=1}^{n}{\frac {a_{i}^{2}}{x_{i}}}+{\frac {a_{n+1}^{2}}{x_{n+1}}}\geq {\frac {(a_{1}+a_{2}+...+a_{n})^{2}}{x_{1}+x_{2}+...+x_{n}}}+{\frac {a_{n+1}^{2}}{x_{n+1}}}\geq {\frac {(a_{1}+a_{2}+...+a_{n}+a_{n+1})^{2}}{x_{1}+x_{2}+...+x_{n}+x_{n+1}}}},
itt az első becslés az indukciós feltevés, a második pedig a kétváltozós egyenlőtlenség alkalmazása {\displaystyle a=a_{1}+a_{2}+...+a_{n}}, {\displaystyle x=x_{1}+x_{2}+...+x_{n}}, {\displaystyle b=a_{n+1}}, {\displaystyle y=x_{n+1}} esetre. Az egyenlőség-esetre is látható az indukciós bizonyítás.

## Alkalmazások
A Titu-lemma igen gyakran alkalmazható "törtes" egyenlőtlenségeknél. A következő példa a Nesbitt-egyenlőtlenség egyik általánosítása:
{\displaystyle \sum _{i=1}^{n}{\frac {a_{i}}{s-a_{i}}}\geq {\frac {n}{n-1}}},
ahol {\displaystyle a_{i}>0} (i=1,2,...,n) és {\displaystyle s=\sum a_{i}}.
Első ránézésre nem látszik a bal oldali törtek számlálójában a teljes négyzet. Bővítsük tehát a törteket, majd alkalmazzuk a Titu-lemmát:
{\displaystyle \sum _{i=1}^{n}{\frac {a_{i}^{2}}{a_{i}(s-a_{i})}}\geq {\frac {s^{2}}{s^{2}-\sum a_{i}^{2}}}}.
Elég volna belátni, hogy
{\displaystyle {\frac {s^{2}}{s^{2}-\sum a_{i}^{2}}}\geq {\frac {n}{n-1}}}, ami átrendezve
{\displaystyle \sum a_{i}^{2}\geq {\frac {s^{2}}{n}}},
ami pedig triviális, mert ez a Titu-lemma {\displaystyle x_{i}=1}-re. Egyenlőség akkor és csak akkor, ha minden változó egyenlő.